# Інтеграл перекриття
Інтегра́лом перекриття́ двох хвильових функцій {\displaystyle \psi _{1}\,} і {\displaystyle \psi _{2}\,} називається вираз 
{\displaystyle I=\int \psi _{1}^{*}\psi _{2}dV}.
Інтерграл перекриття зазвичай обчислюється для хвильових функції, локалізованих у різних областях простору. Він визначає настільки одна квантово-механічна частинка може впливати на рух іншої. Здебільшого хвильові функції в молекулах локалізовані в області одного з атомів, експоненційно зменшуючись із віддалю від ядра. Проте хімічний зв'язок між атомами встановлюється при спаренні електронів, при якому існує область, де ймовірність перебування обох спарених електронів велика. Ця область вносить найбільший вклад в інтеграл перекриття. 